# Mohamed Bensaïd Cherifi
Mohamed Bensaïd Cherifi (en arabe : محمد بن سعيد شريفي), né le 1er juin 1935 à El Guerrara dans la wilaya de Ghardaïa, est un calligraphe algérien, considéré comme l’un des calligraphes les plus célèbres d’Algérie et du monde arabe. Il est notamment connu pour sa transcription du Saint Coran et pour la conception de billets de banque algériens. Il a été formé par de grands maîtres calligraphes égyptiens et turcs, et a reçu de nombreux prix et distinctions tant au niveau national qu’arabe. Il enseigne la calligraphie arabe à l’École supérieure des beaux-arts d’Alger depuis 1964.

## Biographie
Mohamed ben Saïd ben Belhaj ben ‘Addoun ben El-Hadj Omar Cherifi, est né à El Guerrara, dans la wilaya de Ghardaïa, dans la nuit du dimanche 29 safar 1345 de l’hégire, correspondant au 1er juin 1935. Son nom est étroitement associé à la transcription du Saint Coran, à la conception des billets de banque, ainsi qu’au dessin des diplômes de l’enseignement supérieur et de la recherche scientifique. Il a été agréé par le calligraphe égyptien Sayed Ibrahim et le calligraphe turc Hamid al-Amidi. Il a obtenu un diplôme de calligraphe de l’École de perfectionnement de la calligraphie arabe au Caire, poursuivant ensuite sa carrière artistique après l’indépendance comme professeur en calligraphieà l’École nationale des beaux-arts d’Alger, poste qu’il occupe encore à ce jour.
Il a entamé son parcours scolaire à l’école primaire El-Hayat à El Guerrara. Il a mémorisé entièrement le Coran dans la nuit du vendredi 17 dhu al-qi‘da 1371 H, correspondant au 8 août 1951. Il est diplômé de l’Institut secondaire El-Hayat à El Guerrara en juin 1956. Il obtient ensuite un diplôme de calligraphie après quatre années d’études à l’École de perfectionnement de la calligraphie arabe au Caire, en 1962, et reçoit la permission officielle (ijāza) de calligraphie du maître égyptien Sayed Ibrahim la même année. Il décroche ensuite une licence en arts plastiques (spécialité gravure) de la Faculté des beaux-arts du Caire en 1963, avec un projet de fin d’études consacré aux mosquées du Caire. En décembre 1969, il obtient une deuxième ijāza en calligraphie du célèbre maître turc Hamid al-Amidi à Istanbul, puis une spécialisation en calligraphie et en enluminure (deux ans) au Caire en 1970. De retour en Algérie, il obtient en 1971 un diplôme en art moderne à l’Université d’Alger, suivi d’un doctorat de troisième cycle en histoire de l’art islamique.

## Travaux
Mohamed bensaïd Cherifi a consacré son mémoire de recherche au thème suivant : « Les styles calligraphiques des mushafs chez les Orientaux et les Maghrébins, du IVe au Xe siècle de l’hégire ». Ce travail a été soutenu à l'Université d'Alger 2, en juillet, avec la mention très bien, et a été publié en 1982 à Alger. Par la suite, il a obtenu le doctorat d’État en histoire islamique, confirmant son expertise dans les domaines de la calligraphie et du patrimoine artistique islamique. En 1997, il a soutenu une autre étude approfondie intitulée « Les œuvres calligraphiques dans l’art arabe », réalisée en style thuluth jary (calligraphie monumentale), à l’Université d’Alger, le 24 juin 1997, avec la mention très honorable.

## Œuvres
Mohamed ben Saïd Charifi a réalisé la calligraphie de plusieurs extraits du Coran ainsi que de mushafs complets, principalement selon la récitation Warsh d’après Nafi‘, avec également un exemplaire selon la récitation Hafs :
- Juz’ ‘Amma, écrit à Alger en 1389 H, composé de 13 lignes par page sur 31 pages. Il a été imprimé par l’Imprimerie arabe d’Alger en 1393 H.
- Juz’ Qad Sami‘, réalisé en 1396 H à Alger, également selon la lecture Warsh, avec 13 lignes par page et 81 pages, imprimé par la Société nationale d’édition et de diffusion (Alger).
- Premier mushaf complet, achevé à El-Qarara en 1398 H, selon la récitation Warsh, composé de 607 pages avec 15 lignes par page. Il fut d’abord publié par la Société nationale d’édition et de diffusion, puis réédité par l’Entreprise nationale des arts graphiques en 1399 H.
- Deuxième mushaf, écrit à Alger en 1403 H, toujours selon la récitation Warsh, avec 13 lignes par page sur 707 pages. Il fut publié initialement par Dar al-Gharb al-Islami (Beyrouth) en 1408 H, puis réédité par Dar Ibn Kathir et Dar al-Qadiri (Damas et Beyrouth) en 1416 H.
- Hizb Sabbih, accompagné d’une brève explication du vocabulaire et des significations, calligraphié à Alger en 1406 H, en style Warsh, 13 lignes par page, 43 pages. Imprimé par l’Entreprise nationale d’édition et de publicité de Rouiba en 1987, et distribué par la Bibliothèque arabe.
- Une autre édition de Juz’ ‘Amma, également enrichie d’un commentaire succinct, fut écrite à Alger en 1409 H (13 lignes, 73 pages), avec des explications rédigées par son frère, le professeur Belhaj bensaïd Cherifi, de l’Institut des sciences islamiques de l’Université d’Alger. Elle fut imprimée par l’Entreprise nationale d’édition et de publicité et publiée par la Bibliothèque arabe.
- Troisième mushaf, écrit à El Guerrara en 1411 H, cette fois selon la récitation Hafs d’après ‘Asim, comportant 707 pages avec 13 lignes par page.

## Distinctions
Mohamed bensaïd Cherifi a reçu plusieurs distinctions honorifiques au cours de sa carrière. En 1987, il a été décoré d’un certificat de reconnaissance par le Président de la République algérienne Chadli Bendjedid à l’occasion du 25e anniversaire de la récupération de l’indépendance et de la souveraineté nationale. Il a également obtenu une distinction honorifique lors du Festival international de Bagdad de la calligraphie arabe et de l’ornementation islamique en ramadan 1408 H (avril 1988), ainsi qu’une nouvelle distinction lors de la deuxième édition du même festival, à Bagdad en dhou al-qi‘da 1413 H (avril 1993). Il a en outre été honoré par l’attribution du Bouclier de l’Encrier du Patrimoine, en reconnaissance de son apport exceptionnel à la calligraphie arabe et au patrimoine culturel. En 2015, il est lauréat du Prix Sultan Qaboos dans la catégorie de la calligraphie arabe,.
Il est membre du jury du concours international du Qatar de calligraphie du Saint Coran.